# Střední článek podpory
Střední článek podpory je systematický nástroj pomoci školám v manažerských a nepedagogických záležitostech, zakotvený ve Strategii 2030+ a organizovaný Ministerstvem školství, mládeže a tělovýchovy České republiky (dále jen MŠMT).
Českým ředitelům zabírá, podle průzkumu organizace IDEA, 40 % jejich pracovního času administrativa a schůzky, což je řadí na nelichotivé první příčky mezi evropskými zeměmi. Své hlavní náplni práce, vedení pedagogického sboru, kvůli této skutečnosti, mohou věnovat pouhých 15 % svého času. Právě na vysokou zátěž školského systému v této oblasti a nedostatečnou provázanost mezi MŠMT a jednotlivými školami upozornil profesor Arnošt Veselý, díky němuž myšlenka středního článku vznikla.
Pilotní projekt byl zahájen v lednu 2021 v okresech Semily a Svitavy. Metodici tohoto projektu zajišťují obousměrnou komunikaci mezi MŠMT a územím. Důležitá součást jejich pracovní náplně je zprostředkovávání důležitých informací srozumitelně a efektivně, zprostředkovávají zpětnou vazbu škol a jednotlivým školám nabízejí podporu podle jejich individuální poptávky. Metodická pomoc je zaměřena především na oblasti školské legislativy, pracovního práva a správních řízení. Důležitá součást náplně je také poskytování podpory zřizovatelům škol, například v rámci motivace pro efektivní komunikaci s jednotlivými školami.

## Elektronická podpora
Kromě pilotního lokální projektu vznikly touto cestou také elektronické celostátní nástroje podpory, a to webová stránka edu.cz a facebooková stránka Střední článek MŠMT. Tyto stránky se zabývají informativní činností a metodickou podporou pro ředitele škol v celé republice. Takovéto možnosti v českém školském systému dlouhodobě chyběly a byly řediteli škol přivítány vřelými ohlasy.

## Eduzměna
Jako další model středního článku byl založen portál Eduzměna, který je pojatý jako nadační fond. Díky privátním dárcům byl schopen tento fond nashromáždit desítky milionů korun, které poté putovaly na vytvoření pětiletého pilotního programu v daném regionu Kutnohorska, kde se již jedná o komplexnější systém podpory než v okresech Semily a Svitavy.
Snaží se zde o vybudování systému, který by zlepšil vztah žáků k učení a ke škole; přinesl zdokonalení žáků v čtenářské, matematické a přírodovědné gramotnosti, a zvýšil kompetenci žáků v řešení problémů. Také se zabývá snížením rozdílů mezi školami v rámci daného regionu. Aby tohoto cíle byli schopni dosáhnout soustředí se na tři základní podmínky: zlepšování vztahů, podporování aktivity žáka a zavádění reflexe ve školách.
Obecným cílem Eduzměny je posléze rozšířit model středního článku do ostatních regionů tak, aby byl do roku 2030 na 20 % území České republiky.

## Partnerství pro vzdělávání 2030+
Partnerství 2030 je iniciativa, financována soukromými dárci, která se zabývá hlavně well-beingem žáků, ale na druhé straně se také zabývá otázkou, jak vytvořit udržitelný dlouhodobý model středního článku. Jedná se o třech možných variantách:
- jednalo by se o dobrovolný svazek obcí, kdy by se jednotliví aktéři v regionu finančně podporovali. Zřizovatelé by přispívali z financí určených pro školství a tím by byl střední článek udržitelný. Ušetřilo by se za sdílené nákupy a služby.
- bezpečnost a ochrana zdraví žáků a zaměstnanců školy by nebyla individuálně řešena jednotlivými školami, ale pomocí soutěže by byl centralizovaně vybrán jeden externí dodavatel pro celý region, čímž by se snížila cena
- jednotkou pro působení středního článku by se stal okres, nikoliv kraj, jak je ve zvyku nyní. Má ideální velikost na to, aby se v rámci něj daly procesy agregovat, ale na druhou stranu také, aby s ním škola cítila sounáležitost. Tato varianta však v Partnerství 2030 není odsouhlasena jednotně.[3]

Partnerství 2030 také zpřístupňuje prezentace odborníků, organizuje konference a veřejné debaty, co se týče tematiky středního článku.